# Kolkowo
Kolkowo (Kasjoebisch Kolkòwò, Duits Kolkau) was een plaats in het Poolse woiwodschap Pommeren, in het district Wejherowski. De plaats was gelegen in de gemeente Gniewino.